# Japans ambassad i Berlin
Japans ambassad i Berlin är Japans högsta diplomatiska beskickning i Tyskland och befinner sig i Berlinstadsdelen Tiergarten. Byggnaden är granne med den italienska ambassaden som byggdes vid samma tid. 
Ambassadbyggnaden byggdes 1938–1942 efter ritningar av Ludwig Moshamer och under uppsikt av Albert Speer. Den byggdes för att imponera genom sin storlek och stilelement som stora pelare vid ingången. Byggnaden förstördes delvis 1943 då en sidoflygel bombades och vid kirgsslutet var byggnaden svårt skadad och stod sedan tom kommande decennier. 
Under 1980-talet beslöts att inrätta ett tyskt-japanskt kulturcentrum på platsen. I samband med att byggnaden åter skulle bli plats för Japans ambassad skedde stora ombyggnader och renoveringar 1998-2000. Bland annat anlade man en japansk trädgård och en ny kanslihusdel. Huvudingången flyttades från Tiergartenstraße till Hiroshimastraße.